# Arztbrief

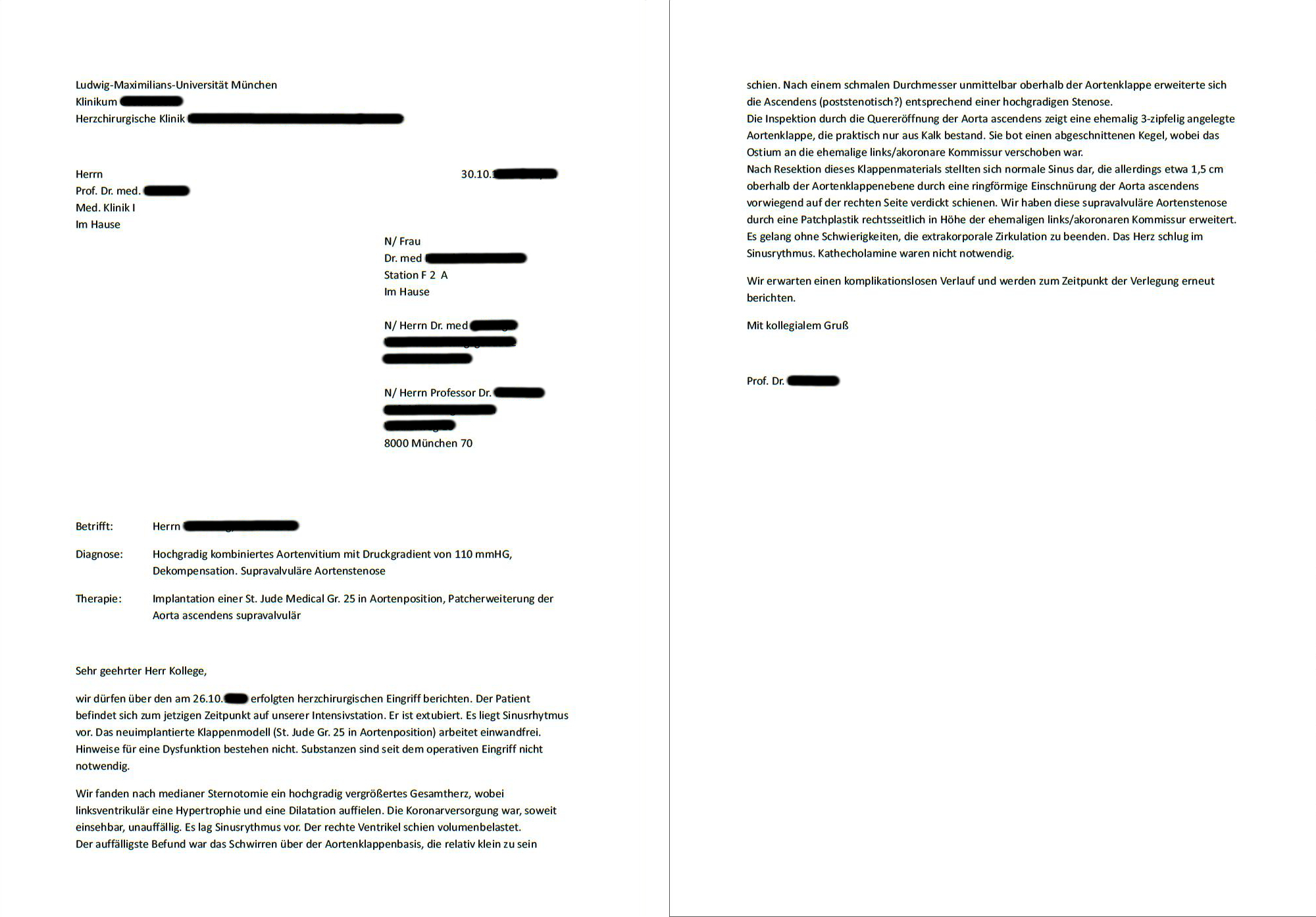
Arztbrief zu einem herzchirurgischen Eingriff

Der Arztbrief ist ein Transferdokument für die Kommunikation zwischen Ärzten/Psychotherapeuten. Die Begriffe Epikrise, Entlassbrief, Entlassungsbrief, Patientenbrief oder Befundbericht implizieren spezifische Inhalte oder Verwendungen und sind allenfalls teilweise synonym zu verwenden. Der Arztbrief wird für den einzelnen Behandlungsfall in der behandelnden Einrichtung erstellt und beginnt mit der Aufnahme in die Einrichtung und endet mit der Entlassung des Patienten aus der Einrichtung. Der Arztbrief gibt einen zusammenfassenden Überblick über den Status des Patienten bei der Entlassung, einen Rückblick über den Krankheitsverlauf, die veranlasste Therapie, eine Interpretation des Geschehens zum Krankheitsverlauf im speziellen Fall, Informationen zur Klassifizierung der Erkrankung nach ICD, OPS, ICF und ggf. auch DRG und Empfehlungen zur Fortführung der Therapie.
Der Arztbrief ist eine Form der Information für den einweisenden Arzt oder Zahnarzt, der eine Einweisung in ein Krankenhaus oder eine andere Ärztliche Behandlung im ambulanten Bereich eine Überweisung veranlasst hat bzw. für den weiter behandelnden Arzt, der die weitere Behandlung übernimmt.

## Ziele
Durch den Arztbrief soll der Status bei Entlassung eindeutig dokumentiert und die Kontinuität einer Behandlung des Patienten sichergestellt werden. Zu diesem Zweck werden häufig zuerst handschriftliche Kurz-Arztbriefe mit wenigen wesentlichen Daten dem Patienten zur Weitergabe an den behandelnden Arzt am Entlassungstag ausgehändigt. Der ausführliche Arztbrief wird oft erst später zugesandt. Arztbriefe können, wenngleich für die Patienten oft schwer verständlich, auch als Information für den Patienten selbst dienen. Außerdem dienen Arztbriefe häufig als erste Informationsquelle zur Beurteilung der Krankenhausbehandlung durch den Medizinischen Dienst der Krankenkassen in Deutschland oder Ärzte der Sozialversicherungs- und Privatversicherungsträger und von Landesfonds in Österreich.

## Inhalt
Inhalt und Umfang eines Arztbriefes können sich je nach Fachrichtung erheblich unterscheiden und beispielsweise bei Rehabilitationseinrichtungen auch Angaben zum sozialen Umfeld enthalten. Prinzipiell gilt jedoch, dass Arztbriefe möglichst kurz und prägnant sein sollten.
Adressiert ist der Arztbrief an erster Stelle an den zuweisenden Arzt. Zusätzlich kann er nachrichtlich an weitere mitbehandelnde Ärzte sowie den Patienten selbst adressiert sein.
Neben persönlichen Angaben zum Patienten (Vor- und Familienname, Geburtsdatum sowie die Wohnadresse) und Angaben zur Dauer der Behandlung enthält ein Arztbrief im ersten Teil eine Liste der aktuellen Diagnosen und Nebendiagnosen, möglichst mit der passenden ICD-10-Klassifizierung sowie der durchgeführten Behandlungen und wichtiger Befunde, wie feingeweblicher Untersuchungen.
In der dann folgenden Einleitung wird auf den Grund der Behandlung eingegangen. Diese aktuelle Krankengeschichte umfasst Beschwerden und geplante Untersuchungen.
Meist wird dann der aktuelle Befund der körperlichen Untersuchung zum Zeitpunkt der Aufnahme in das Krankenhaus geschildert. Hierin können Angaben zu Alter und Geschlecht des Patienten, Allgemeinzustand (gut/leicht/mäßig/stark reduziert) und Ernährungszustand (normal/adipös/kachektisch), biometrischen Merkmalen (Körpergröße und -gewicht, Body Mass Index), Bewusstseinslage (wach/somnolent/soporös/komatös), Orientierung (zu Zeit, Ort, Situation, Person), Vitalzeichen (Pulsfrequenz, Blutdruck, Körpertemperatur, Atemfrequenz), Inspektion der Haut (Ikterus? Zyanose? Exanthem?), Auskultationsbefunde des Herzens (Herztöne: rein/gespalten/zusätzliche, pathologische Herzgeräusche: Systolikum, Diastolikum), der Lungen (vesikuläre/bronchiale/amphorische Atemgeräusche, Atemnebengeräusche: Rasselgeräusche, Stridor, Giemen) sowie der Darmgeräusche (lebhaft/reduziert/„Totenstille“), Palpationsbefunde von Abdomen (Druckdolenz, Resistenz?), Leber (vergrößert?), Milz (normal nicht tastbar) und Perkussionsbefunde der Nieren (Nierenlagerklopfschmerz), Lokalisation von Schmerzen, festgestellte Ödeme (symmetrisch/einseitig), der erhobene Pulsstatus und Reflexstatus (Muskeleigenreflexe, Babinski-Reflex), die Beweglichkeit der Extremitäten (Arme und Beine) nach der Neutral-Null-Methode sowie weiterer untersuchter Körperteile enthalten sein.
Wurden weiterführende diagnostische Maßnahmen, wie Labordiagnostik (Hämatologie, Klinische Chemie, Serologie, Bakteriologie, Virologie usw.), bildgebende (Sonographie, Röntgen, CT, MRT usw.) oder funktionelle (z. B. Spirometrie, Ergometrie, Kipptischuntersuchung) apparative Untersuchungen durchgeführt, werden deren Ergebnisse mitgeteilt. Bei erfolgten operativen Eingriffen wird deren Verlauf als kurze Zusammenfassung des Operationsberichts dargestellt.
In der eigentlichen Epikrise wird der Verlauf der gesamten Behandlungen in der Rückschau interpretiert und zusammengefasst.
Angaben zur Medikation bei Entlassung dienen dem weiterbehandelnden Arzt als Empfehlung zur weiteren Verordnung von Arzneimitteln. Hierbei sind nach § 115c (1) SGB V der Wirkstoffname und falls zutreffend preisgünstigere Alternativen mit anzugeben. Gegebenenfalls folgen weitere Empfehlungen zur Weiterbehandlung, wie Antibiose, Fadenzug, Krankengymnastik, Nachsorgeuntersuchungen, oder gewünschte Wiedervorstellungen.
Bei stationären Behandlungen in einer Klinik wird der Arztbrief in der Regel vom Chefarzt, zuständigen Oberarzt sowie dem betreuenden Stationsarzt abgezeichnet.

## Form
Traditionell tauschen behandelnde Ärzte, Fachärzte und Krankenhäuser Informationen zum Behandlungsverlauf auf dem Postweg aus.
Als Verbesserung im Interesse eines reibungslosen Informationsablaufs ist ein sicheres und zuverlässiges Transfer- und Speichermedium sinnvoll, mit dem Arztbriefe schnell ausgetauscht und gesichert werden können. Alle an der Behandlung Beteiligten erhalten gemäß ihrer Rolle systematisch beschränkten Zugriff auf diese Information (Lesen, Schreiben, Korrigieren, Signieren, Erzeugen, Ergänzen). Damit wird die wichtige Informationen authentisch und zeitnah verfügbar und ist zügig zur Hand.

### Papierform
Derzeit werden Arztbriefe üblicherweise in Papierform versandt. Dazu werden Briefbögen genutzt, die neben Namen und Adresse der Klinik, das Logo, die Bankverbindung und in Deutschland das Institutionskennzeichen enthalten. Häufig finden sich noch weitere Kontaktdaten der jeweiligen Krankenhausabteilung, wie Spezialsprechstunden und dafür Verantwortliche.
Die Gestaltung der Arztbriefe sollte sich an den Regelungen der DIN 5008 Schreib- und Gestaltungsregeln für die Text- und Informationsverarbeitung des Deutschen Instituts für Normung bzw. der ONR 112203 Medizinische Informatik – Patientenbrief und Arztbrief des Austrian Standards International orientieren.
Kurz-Arztbriefe werden meist handschriftlich auf vorgedruckten Formularen verfasst. Sie können jedoch auch ein erster Entwurf des späteren ausführlichen Berichts sein, der jedoch noch nicht von allen Unterzeichnern gelesen und ggf. korrigiert wurde.
Die klassische Zusammenstellung der Patientenakte aus Beiträgen zum Arztbrief in Papierform hat mehrere Schwächen:
- Verlustgefahr (vor allem von einzelnen Schriftstücken),
- hoher Aufwand bei Kooperation mehrerer Behandler,
- schlechte Auffindbarkeit von Einzelinformationen bei großen Datenmengen,
- keine automatisierte Auswertung (zum Beispiel Vergleich von Befunden, automatische Ausgabe von Impferinnerungen etc.),
- Zugriffe und Änderungen an dieser Information können nicht protokolliert und nicht zugeordnet werden.
- keine hinreichende Beleg- und Beweisqualität für die Abrechnung

### Elektronischer Arztbrief
Bei der elektronischen Variante des Arztbriefs wird dieser papierlos an die weiterbehandelnden Ärzte übermittelt. Hierzu ist eine Kommunikation zwischen Praxis-Software/Arztsoftware und Krankenhausinformationssystem erforderlich.

### Elektronische Patientenakte
Der elektronische Arztbrief ist Bestandteil der elektronischen Patientenakte (ePA) des behandelnden Arztes. Für die medizinische Versorgung ist es entscheidend, dass all diejenigen, die an der Behandlung beteiligt sind, gleichermaßen informiert werden. Es kommt bisher mitunter zu Verzögerungen oder gar zu Fehlbehandlungen aufgrund mangelnder Informationen. Es ist daher wichtig, dass es in Zukunft eine Akte gibt, in der alle erforderlichen Daten zusammengetragen sind.

### Individuelle Elektronische Patientenakte
Damit Gesundheitsdaten auch dem Patienten immer dann zur Verfügung stehen, wenn sie gebraucht werden, bekommen die Versicherten in Zukunft die Möglichkeit, selbst eine „elektronische Patientenakte“ – als Ergänzung zur ärztlichen Dokumentation – als eigenen Satz von Informationen, druckbar in entsprechenden Dokumenten, zu führen. Diese Elektronische Patientenakte kann Arztbriefe, Laborwerte, Ultraschall- oder Röntgenbilder enthalten.
Praktische Vorteile
- Die individuelle Krankengeschichte wird dokumentiert.
- Alle Unterlagen sind da, wo sie gebraucht werden.
- Zeitaufwändige und kostspielige Doppeluntersuchungen (Röntgen usw.) werden reduziert.
- Zusammen mit dem Arzt entscheiden die Versicherten, welche Daten in ihrer Patientenakte gespeichert werden und wer sie sehen darf.
- Mit der Gesundheitskarte können Versicherte jederzeit kontrollieren, was ihre Patientenakte enthält.
- Ihre Ärzte können besser übergreifend zusammenarbeiten.

## Normung und Standardisierung
Auf der Basis internationaler Standards der ISO akkreditierten Normengremien ISO/HL7 wurde für Deutschland ein Leitfaden für die Implementierung einer informationstechnischen Unterstützungslösung herausgegeben, der Mindestanforderungen beschreibt. Zwischenzeitlich ist hierzu 2015 eine neue Version erschienen. Die Empfehlungen folgen dem Referenz-Informations-Modell (RIM) und den Vorgaben der so genannten Clinical Document Architecture (CDA) für den Datenaustausch.

### Stand der medizinischen Wissenschaft
Mit den Normen der Gremien ISO/HL7 wird der gültige Stand der Technik allgemein anerkannt beschrieben. Damit ist nach Sozialgesetzbuch SGB V §2 (Leistungen) Satz 1 (allgemein anerkannter Stand der medizinischen Erkenntnisse und des medizinischen Fortschritts) mittelbar die Anwendung dieser Normen in der klinischen Praxis verpflichtend gefordert. Eine weitergehende explizite Empfehlung oder Forderung besteht in Deutschland nicht.

## Erstellung
Während Arztbriefe früher einer Sekretärin direkt oder per Diktiergerät diktiert wurden, kommen heute auch die Erstellung mit einer Spracherkennungssoftware oder die Übernahme der Daten aus dem Krankenhausinformationssystem oder der elektronischen Patientenakte zum Einsatz. Die Erstellung kann aber auch über Textgeneratoren im Web erfolgen. Die Erstellung der Briefe setzt voraus, dass alle Befunde von eingeleiteten Untersuchungen bereits vorliegen. Dies kann im Falle von feingeweblichen und mikrobiologischen Untersuchungen zuweilen einen längeren Zeitraum einnehmen, als heute die Krankenhausbehandlung dauert. Da jeder Arztbrief im Krankenhaus von allen Unterzeichnern (Chefarzt, zuständiger Oberarzt und betreuender Stationsarzt) im Sinne eines Mehr-Augen-Prinzips gelesen und ggf. korrigiert wird, kommt es oft zu Verzögerungen in der Übermittlung der Entlassungsberichte. Diese liegen oft erst Wochen nach Abschluss einer Krankenhausbehandlung in ihrer endgültigen Form beim weiterbehandelnden Arzt vor.

## Datenschutz
Grundsätze zur Wahrung der ärztlichen Schweigepflicht und des Datenschutzes, auch beim Versand von Arztbriefen, hat die Bundesärztekammer und die Kassenärztliche Bundesvereinigung in einer Stellungnahme zusammengefasst und veröffentlicht, ebenso die Bundeszahnärztekammer und die Kassenzahnärztliche Bundesvereinigung.

## Rechtliche Stellung
Eigentümer der auf seine Person bezogenen Information des Arztbriefes ist der Patient.
Die Verpflichtung zur Zusammenstellung des Arztbriefes ergibt sich beispielsweise aus dem Sozialgesetzbuch SGB V §73 Satz 1 Nummer 3 im Wortlaut: Dokumentation, insbesondere Zusammenführung, Bewertung und Aufbewahrung der wesentlichen Behandlungsdaten, Befunde und Berichte aus der ambulanten und stationären Versorgung.

### Archivierung
Eine Kopie des Arztbriefes verbleibt als Teil der Patientenakte und damit nach stationären Behandlungen in Deutschland und Österreich 30 Jahre zu archivieren. Für Krankenakten ambulanter Patienten gilt eine Aufbewahrungspflicht von zehn Jahren.

### Übermittlung
Die Datenübermittlungen an den weiterbehandelnden Arzt richten sich in Deutschland nach § 73 SGB V. In Österreich sind sie in den Landes-Krankenanstaltengesetzen der neun Bundesländer verankert.

### Aushändigung
Jeder Patient kann fordern, dass ihm eine Kopie des Arztbriefes mit Anlagen ausgehändigt wird.

## Honorierung
Gemäß GOÄ-Nr. 75 der Gebührenordnung für Ärzte wird der ausführliche schriftliche Krankheits- und Befundbericht (einschließlich Angaben zur Anamnese, zu dem(n) Befund(en), zur epikritischen Bewertung und gegebenenfalls zur Therapie) honoriert (17,43 € bei Ansatz des 2,3-fachen Satzes). Jedoch ist die Befundmitteilung oder der einfache Befundbericht mit der Gebühr für die zugrundeliegende Leistung abgegolten.

### Anfragen von gesetzlichen Krankenkassen
Bei Anfragen von gesetzlichen Krankenkassen werden Vordrucke nach EBM (Ziffern 01610 bis 01623) des Einheitlichen Bewertungsmaßstabs vergütet – die entsprechenden EBM-Ziffern müssen auf dem Vordruck vermerkt sein. Darüber hinausgehende Anfragen werden nach der GOÄ vergütet.

### Anfragen des MDK
Für einfache Auskünfte, Bescheinigungen etc. erhält der Arzt keine Vergütung und dafür gibt es auch keine vereinbarten Vordrucke. Bei ausführlichen Berichten ist ein Vordruck vereinbart und die Vergütung erfolgt über die EBM-Ziffer 01621.

### Anfragen von Rentenversicherungsträgern
Die Rentenversicherungsträger vergüten freie Berichte und Gutachten nach der Vergütungsrichtlinie der Deutschen Rentenversicherung. Für einen Befundbericht zum Antrag auf Leistungen zur Teilhabe wird danach zum Beispiel eine Pauschale von derzeit 20,00 EUR zuzüglich einer Verwaltungskostenpauschale zur Abgeltung der Schreibgebühren, der Portokosten und der Kosten für beigefügte Fotokopien in Höhe von 7,20 EUR gezahlt.
Diese Praxis wird von der Bundesärztekammer als rechtswidrig kritisiert, denn es handele sich um Auskünfte, die der Rentenversicherungsträger im Rahmen seiner Pflicht zur Aufklärung des Sachverhalts als Beweismittel heranzöge. Wird der Arzt auf diese Weise in einem Verwaltungs- oder Gerichtsverfahren als Zeuge oder Sachverständiger herangezogen, ist er analog (siehe § 21 Abs. 3 Satz 4 SGB X) bzw. direkt nach dem Justizvergütungs- und -entschädigungsgesetz (Anlage 2 zu § 10 Abs. 1 JVEG) zu vergüten. Für Befundberichte ohne gutachterliche Äußerung kann der Arzt dabei eine Aufwandsentschädigung in Höhe von 21 Euro verlangen (JVEG, Anlage 2, Nummer 200). Der Ersatz von Aufwendungen erfolgt gesondert.

### Anfragen von Versorgungsämtern
Die Versorgungsämter vergüten Berichte ebenfalls nach Anlage 2 zu § 10 Abs. 1 JVEG. Die Versorgungsämter verwenden kein deutschlandweit einheitliches Muster für die Abgabe eines Befundberichtes, jedoch sind sie zumeist in den Bundesländern (z. B. Hessen) einheitlich gestaltet.

## Verständlichkeit
2019 veröffentlichten Wissenschaftler von der Heinrich-Heine-Universität Düsseldorf um den Sprachwissenschaftler Sascha Bechmann, Verfasser eines Buches über Medizinische Kommunikation, als Teil eines Forschungsprojekts die Auswertung einer Umfrage unter 197 deutschen Hausärzten. Fast 99 Prozent gaben an, dass sie Arztbriefe manchmal nicht auf Anhieb verstehen würden, fast alle (99 Prozent) gaben an schon einmal falsche Informationen in einem Arztbrief erhalten zu haben – zum Beispiel Diskrepanzen zu den beigefügten Befunden – und 88 Prozent waren der Meinung, dass unverständliche und fehlerhafte Angaben in Arztbriefen zu Behandlungfehlern führen können. Die höchsten Fehlerquoten waren nach der Umfrage nach Ansicht der Hausärzte bei der Entlassungsmedikation (76,6 Prozent), gleichzeitig von 99 Prozent der Befragten als besonders wichtig eingestuft, gefolgt von Therapieempfehlungen (rund 74 Prozent) und Epikrise.  Ein Problem wäre der willkürliche Gebrauch von Abkürzungen, die mehrdeutig sein können. 34 Prozent der befragten Ärzte beklagten die häufige Verwendung unbekannter Abkürzungen. Ein weiterer Kritikpunkt waren umständliche Beschreibungen. Bechmann führt als Gründe für die Mängel unter anderem fehlende Ausbildung zum Verfassen von Arztbriefen im Studium und chronischen Zeitmangel an. Nach Bechmanns Studie müsse ein Hausarzt täglich im Schnitt drei bis zehn Arztbriefe lesen, was durchaus eine Stunde dauern könne, und Klinikärzte benötigten pro Tag bis zu drei Stunden zum Verfassen der Arztbriefe. Die Studie bemängelt auch die Verwendung vorgefertigter Textbausteine und unterschiedlicher Formate und empfiehlt strukturiertere und standardisierte Arztbriefe.